# جيزيل حبيب أبو جودة
جيزيل حبيب أبو جودة (Giselle Habib)، هي مذيعة لبنانية ولدت عام 1973 في بيروت تقدم برنامج السلطة الرابعة في قناة العربية.

## حياتها ونشأتها
ولدت جيزيل حبيب أبو جودة عام 1973 في قرية انطلياس بقضاء المتن في محافظة جبل لبنان. إلا أن جذورها تعود إلى قرية جميلة هي «عيتا الفخار» في البقاع الغربي.كانت تتمنى أن تصبح مذيعة منذ صباها، إلا أنها دخلت كلية الحقوق بدلا من كلية الاعلام حيث كانت الأخيرة في منطقة خطيرة بسبب الحرب اللبنانية في الثمانينات.

## الحياة المهنية
وفي السنة الدراسية الثانية، بدأت العمل كمذيعة في المحطة الارضية "ال بي سي" اللبنانية، ثم انتقلت إلى دبي وتزوجت وأنجبت إبنين، وبعد ذلك عملت في قناة العربية في الكواليس ثم قدمت برنامج السلطة الرابعة لمدة سنوات، وهو البرنامج الذي حاول أن يوصل قدر الإمكان طريقة تفكير العالم الغربي في القضايا الشرقية من خلال التحليل، كما قدم أخبارا وقصصا خفيفة مثل أخبار المشاهير والملوك والرؤساء، فضلا عن موضوعات الصحة والأمور الإنسانية التي تهتم بها الصحافة الغربية وتعودُ بكثير من الفائدة على المشاهد. وقدمت أيضا عرضا يوميا حول الصحافة إلى أن يتم فصلها من قناة العربية عام 2016 في أكبر عملية فصل للموظفين منذ تأسيسها. ترفض عمليات التجميل التي تشوه المذيعات إلا أنها تؤيد «التحسين اللطيف»، كما ترى أن دلع وأنوثة اللبنانية ساعد في نجاحها في العمل الاعلامي ولكنه لا يكفي حسب تعبيرها. حيث تقول أن «المذيعة يجب أن تحافظ على شكلها لأنها تطل على الجمهور، فالتحسين مطلوب بشكل لطيف ولكن دون مبالغة، لأن هناك فتيات يشوّهن أنفسهن بعد تغيير الشكل، والجمال في البساطة وعدم المبالغة».